# New Orleans
New Orleans (fransk: La Nouvelle-Orléans) er den største by i den amerikanske delstat Louisiana. Byen kaldes også Crescent City (halvmånebyen) på grund af den form, den har, med sin placering langs Mississippi-floden. Byens kælenavn er "Big Easy". Nogen gange betegnes den også som NOLA (New Orleans Louisiana). Selve byen har ca. 383.997 (2020) indbyggere, mens storbyområdet Greater New Orleans (der også omfatter omkringliggende forstæder) har ca. 1.271.845 (2020)  indbyggere. Ca. 28% af befolkningen er hvide, mens ca. 67% er afro-amerikanere. Resten er primært asiater.

## Historie
Byen blev grundlagt i 1718 af Jean-Baptiste Le Moyne de Bienville, og han gjorde byen til hovedstad i Louisiana-territoriet, som dengang var en fransk koloni. Indtil da havde Mobile i det nuværende Alabama været territoriets hovedstad. Stedet, hvor han grundlagde byen, var ikke optimalt at placere en by, men af hensyn til kontrollen med handelen på Mississippi havde franskmændene brug for en by nær udmundingen af floden, og stedet var det bedste, Bienville kunne finde. En New Orleans-forsker har da også kaldt byen "den nødvendige by på det umulige sted". 
Nord for byen ligger som nævnt den store sø Lake Pontchartrain, syd for byen løber floden, og på alle sider er byen omgivet af sumpe og marskland. Samtidig ligger byen lavere end havets overflade, så gaderne var meget ofte oversvømmede, og selv efter at man byggede et dige rundt om byen, gik floden tit over diget, så der alligevel opstod oversvømmelser. Indbyggerne var da også i høj grad plaget af sygdomme som malaria og ikke mindst gul feber, som i mange år krævede tusinder af menneskeliv hvert eneste år. 
At byen trods dette ligger på et strategisk vigtigt sted bekræftes af, at USA's 3. præsident Thomas Jefferson udtalte, at "Der er et sted på jorden, hvis indehavere er vores naturlige og vanemæssige fjender. Det sted er New Orleans". I 1803 blev New Orleans amerikansk, som Jefferson havde ønsket, da USA købte Louisiana-territoriet af Frankrig.
I december 1814 og januar 1815 udkæmpede general Andrew Jackson, der senere blev USA's præsident, slaget om New Orleans. Det endelige slag foregik ved Chalmette, lige uden for selve byen. Jacksons tropper, der til lejligheden var forstærket med blandt andet "frie sorte", choctaw-indianere og ca. 1.000 mand fra sørøveren Jean Lafittes bande, nedkæmpede her en engelsk hær. Amerikanerne slog angrebet på byen tilbage med et tab på kun 13 mand mod englændernes ca. 300 dræbte, men efter slaget viste det sig, at der allerede var sluttet fred. Nyheden var bare ikke nået til New Orleans. 
I begyndelse af 1800-tallet begyndte byen at vokse uden for rammerne af den oprindeligt franske by. Nye bebyggelser skød op, primært på områder, hvor der tidligere havde ligget store plantager, hvor især tilflyttere af amerikansk afstamning slog sig ned. Når amerikanerne bosatte sig vest for byen, var det primært, fordi de franske og spanske indbyggere ikke ønskede dem inde i byen. De havde modsat sig at blive amerikanske, og der var en del gnidninger mellem amerikanerne og de oprindelige indbyggere.
Under Den amerikanske Borgerkrig (1861-65) blev New Orleans tidligt (1862) erobret af Nordstaterne, og byen var herefter besat under resten af krigen.
Men efter afslutningen på borgerkrigen skulle New Orleans noget uventet komme til at sætte et markant aftryk på verdenskortet, idet opløsningen af de mange militærorkestre hos den tabende part (Sydstaterne) udløste en overflod af musikinstrumenter billigt til salg, så selv den fattigste farvede befolkningsgruppe blev i stand til at kunne erhverve sig dem. Da noder var for dyre at købe og musikundervisning alene var forbeholdt overklassen og middelklassen, var det dog kun de musikere, der kunne spille efter gehør, som kunne danne egentlige orkestre (jazzbands). Og således blev NewOrleans-jazzen (Dixieland) i slutningen af 1800-tallet født som en helt ny rytmisk musikgenre - en genre, der i forskellige varianter efterfølgende bredte sig i kulturlivet over hele verden.

## Geografi
Geografisk ligger byen på højde med De Canariske Øer og Cairo. Klimaet er subtropisk, og der falder omkring 1500 mm regn om året mod ca. 700 mm i Danmark. Gennemsnitstemperaturerne ligger på 10-15 grader (i december og januar) og 28-32 grader i juli og august. Det er ikke ualmindeligt, at temperaturen på en varm sommerdag kan komme op i nærheden af 50 grader celsius på det varmeste tidspunkt, og den høje temperatur sammen med høj luftfugtighed betyder, at der om sommeren kommer tordenbyger næsten hver eneste dag. 
Byen afgrænses mod syd af Mississippi-floden og mod nord af Lake Pontchartrain. I modsætning til mange andre byer, hvor man taler om "Uptown" og "Downtown", taler man i New Orleans om "Riverside" og "Lakeside". Kommer man til byen fra nord, kan man køre over Lake Pontchartrain Causeway, der med sine 38 km er verdens længste bro, der udelukkende går over vand.

## Demografi

### Indbyggertal
Selve byen New Orleans har ca. 383.997 (2020) indbyggere, mens storbyområdet Greater New Orleans (der også omfatter omkringliggende forstæder) har ca. 1.271.845 (2020)  indbyggere.

### Befolkningssammensætning
De oprindelige indbyggere var fortrinsvis franskmænd. Børn af franske og spanske forældre, der blev født i byen blev kaldt kreolere. Ægteskab mellem hvide og farvede var forbudt, men det forhindrede ikke, at der ret hurtigt opstod en ”blandingsrace” af hvide og farvede, og betegnelsen "kreoler" blev udvidet til også at gælde denne gruppe, og i dag er det stort set udelukkende denne befolkningsgruppe, der kaldes kreolere. I 1760’erne fordrev englænderne franskmændene fra provinsen Acadienne i New Brunswick, Nova Scotia og Newfoundland, og mange af disse acadiennes slog sig ned i Louisiana, især i den sydvestlige del af staten, men en del kom også til New Orleans. Ordet acadienne blev senere forvansket til cajun, der i dag er betegnelsen for de hovedsageligt fransktalende indbyggere i Louisiana. Under det spanske styre kom der endvidere en del spaniere til byen, og i dag er New Orleans en af USA's mest blandede byer.

## Det moderne New Orleans
I dag er New Orleans opdelt i en række bydele. Den ældste del af byen kaldes French Quarter eller bare "The Quarter". Denne bydel ligger der, hvor Bienville grundlagde den første bosættelse. De fransktalende i byen kalder området Vieux Carré, den gamle firkant. Denne del af byen afgrænses mod sydøst af floden, som på dette sted løber nærmest fra syd mod nord. Mod nordøst afgrænses bydelen af Esplanade Avenue, mod nordvest af North Rampart Street og mod sydvest af Canal Street. Her i French Quarter er husene meget præget af den spanske periode, mens gadenavnene stort set alle er franske. Her finder man blandt andet Bourbon Street (Rue Bourbon), der er berømt/berygtet for sine restauranter, værtshuse, voodoobutikker og meget andet. Der er også især i French Quarter, at man finder de særlige smedejerns-balkoner, mange med meget imponerende beplantninger. 
St. Louis-katedralen, Pont Alba-bygningerne, Presbytere og Calbildo er bare nogle af de historiske bygninger, som French Quarter er kendt for.
Øst for French Quarter ligger distrikterne Faubourg Marigny og Bywater, og mod vest langs floden ligger Business District med sine højhuse, Lower Garden District, Garden District, Uptown og River Bend. Disse områder, ikke mindst Garden District er præget af meget store huse fra midten af 1800-tallet.I Garden District bor gyserforfatteren Anne Rice (blandt andet kendt for sine bøger om vampyren Lestat), og her finder man Commanders Palace en af byens og verdens bedste restauranter. I det hele taget er New Orleans kendt for sin madkultur og sine mange berømte restauranter som fx Antoine's, Arnaud's, Brennan's og Delmonico. Verdensberømte kokke som René Bajeux, Paul Prudhomme og Emeril Lagasse stammer fra, og har deres restauranter i New Orleans. Men det er også muligt at få god mad på et lavere niveau. Her kan man fx prøve nogle af de mange cajun-specialiteter, der fås mange steder i byen, fx Jambalaya, Crawfish Pie og File Gumbo, som der står i Hank Williams' gamle sang, eller hvad med en omgang alligatorpølse? Også de to sandwiches, opfundet i New Orleans, Po' Boy, der helst skal indtages på Mother's og Muffuletta, der blev opfundet på Central Grocery i 1906, og som stadig fås samme sted – foruden mange andre steder i byen.
Byen har også andre former for kultur. Ikke mindst musik. Cajunmusik, Mississippi Delta Blues og ikke mindst New Orleans jazz spilles overalt i byen, både ude og inde. På pladser, gader, restauranter, fortovscafeer. Alle steder hører man musik, ikke mindst om sommeren. 
Også indkøbsmulighederne er gode, dels i de mange butikker rundt omkring i byen, fx i Canal Street (grænsen mellem French Quarter og Central Business District), hvor der blandt andet ligger fotohandlere på stribe, men også de små spændende butikker i French Quarter, og så må man ikke glemme de to indkøbscentre, Jackson Brewery, der ligger i French Quarter, og Riverwalk langs floden i Central Business District. "French Market", der oprindeligt var et fiske- og kødmarked, består i dag næsten kun af forskellige former for souvenirbutikker.

## Vand og kirkegårde
Selv i dag er vand et problem. Regnvand, oversvømmelse i forbindelse med orkaner og storme, højtstående grundvand – alt det vand, der kommer ind i byen, bliver spærret inde af de diger, man har bygget for at holde det ude. Derfor har New Orleans også et af verdens største dræningssystemer. 22 pumpestationer over hele byen pumper dagligt vand fra byen ud i primært Lake Pointchartrain, men også i mindre grad i Mississippi og i Intracoastal Waterway. De ca. 70 pumper, der står på pumpestationerne, har en samlet kapacitet på over 100 millioner ton i døgnet, og under normale omstændigheder pumpes ca. 65 millioner ton vand væk fra byen i døgnet. Til dræningssystemet hører også ca 270 km kanaler, heraf ca. halvdelen under jorden.
At grundvandet kun meget få steder ligger mere end 30 cm under overfladen, betyder også, at det er svært at foretage begravelser. Derfor bruger man i New Orleans den skik, at begrave folk i gravsteder over jorden, som man også kender fra Spanien. På grund af disse grave, hvoraf specielt nogle familiegravsteder er udformet som hele huse med hegn omkring, kaldes kirkegårdene "Cities of the Dead". Kendte kirkegårde, er St. Louis No. I, hvor voodoodronningen Marie Laveuaxs grav er en stor attraktion. Hvis man drejer tre gange om sig selv, banker tre gange på graven og sætter et rødt kryds på den, opfylder hun et ønske. En anden kendt kirkegård er Lafayette No. I i Garden District, hvor scener fra filmen Double Jeopardy med Tommy Lee Jones og Ashley Judd blev optaget.

## New Orleans og orkanen Katrina
Orkanen Katrina i 2005 ramte New Orleans hårdt – over tre fjerdedele af byen blev oversvømmet på grund af flere bristede dæmninger. Orkanen pressede vand fra golfen op igennem Mississippi og igennem en industrikanal til Lake Pontchartrain. Det betød at vandstanden i søen steg drastisk og digerne i den nordlige og østlige del af byen kunne ikke klare presset. French Quarter og dele af Uptown var som nogle af de eneste områder ikke oversvømmet efter Katrina. 
Efter orkanen blev indbyggertallet reduceret til omkring 90.000, men i 2006 var tallet oppe på omkring 250.000, og i 2020 er tallet 383,997 indbyggere i byen.
Den amerikanske regering er efterfølgende blevet kritiseret hårdt pga. manglende respons på katastrofen i dagene umiddelbart efter. Medierne rapporterede om mennesker fanget på lofter og tage overalt i New Orleans, uden rent drikkevand i stegende hede. Her blev de reddet væk i både og helikoptere, men mange fortæller historier om hvordan de måtte vente i flere dage på hjælp. 
Efter Katrina blev der givet økonomisk støtte til de mennesker der kunne bevise et ejerskab over en grund i New Orleans. Men mange lejere fik ingen hjælp, og flere ejere havde svært ved at bevise deres ejerskab og fik derfor ingen penge til opbygning. 
Næsten to år efter, at orkanen Katrina raserede byen, er New Orleans livsvigtige forsvarsværk – digerne og sluseportene – endelig nogenlunde genopbygget. Men den vigtige beskyttelse er ikke nok.
Ifølge Washington Post, der har være en tur i New Orleans, er digebyggerne, det amerikanske ingeniørkorps, overbevist om, at digerne ikke ville kunne klare en ny orkan af Katrinas størrelse.
I 2011 var der stadig mange boliger der står tomme og forfaldne især i den østlige del af byen, og mange offentlige bygninger er endnu ikke genåbnet f.eks. flere hospitaler og biblioteker. 
Vurderingen fra forskellige forskere f.eks. Naomi Klein og Jay Arena lyder at Katrina er blevet brugt som undskyldning, af fremtrædende politikere og forretningsmænd, for at gennemføre omfattende forandringer i byen. F.eks. er størstedelen af de sociale boligbyggerier blevet revet ned, til fordel for dyrere boliger. Det betyder at en stor del af New Orleans fattige befolkning nu ikke længere har råd til at bo i byen.
Ifølge Naomi Klein har denne gentrificering raciale undertoner. Det er især afro-amerikanske familier der rammes. Flere politikere har heller ikke lagt skjul på at de ser Katrina som en mulighed for at ændre byens sammensætning. F.eks. har Richard Baker udtalt "We finally cleaned up public housing in New Orleans, we couldn't do it, but God did". (http://www.boomantribune.com/story/2005/9/9/101754/8123 Arkiveret 7. december 2012 hos  Wayback Machine)

## Galleri
- Billedet er ikke sløret. Det er bare regnen, der får det til at se sådan ud. Bygningerne bag regnen er French Market ved Decatur Street.
- Lake Pontchartrain Causeway kan være en enerverende oplevelse. 38 km lige over vandet, med solen glimtende i bølgerne.
- Til gengæld får man et godt indtryk af byen, når den dukker op i horisonten.
- I Bourbon Street er der gang i den hele døgnet. Gaden er et af de få steder i USA, hvor det er tilladt at indtage spiritus på et offentligt sted.
- Imponerende altanbeplantning i Rue Royal. De flotte smedejernsgitre er helt skjult under bevoksningen.
- St. Louis-katedralen på Jackson Square er en af USA's ældste katolske domkirker. Statuen foran kirken forestiller Oberst, senere general Andrew Jackson, kendt som Old Hickory, der ledede de amerikanske styrker under slaget om New Orleans. Jackson blev i 1828 valgt som USA's 7. præsident.
- Pontalba-bygningerne ligger på hver sin side af Jacksom Square. Bygningerne blev opført som boliger af Michaëla Pontalba. Her kan man også se den imponerende beplantning, men der er også mulighed for at beundre den øverste balkons smedejernsgitre.
- Presbytere-bygningen var oprindeligt bolig for præsterne ved St. Louis-katedralen, men har i mange år tilhørt Louisiana State Museum.
- Commander's Palace i Garden District regnes for at være en af verdens 5 bedste restauranter, trods den specielle farve. Der er ofte ventetid på 4-6 måneder for at få bord til middag.
- Charles Avenue går fra Canal Street gennem Central Business District, Lower Garden District, Garden District, Uptown til Riverbend. Her kører St. Charles Avenue sporvognen. Der hævdes at være verdens ældste sporvogn i fortsat drift. Sporvognen blev etableret som hestesporvogn i 1835. De nuværende vogne er fra 1920'erne.
- Arnauds er et andet af de kendte spisesteder i New Orleans.
- Alligatoren her er endnu ikke blevet til pølser, frikadeller eller en anden delikatesse. Den lever fortsat i sumpene syd for New Orleans, som en af de 750.000 alligatorer, der findes i Louisiana. Ca. 30.000 fanges hvert år for at holde bestanden på et fornuftigt niveau, og de anvendes primært som føde, mens skindet anvendes til sko, tasker og punge.
- Live jazzmusik forekommer på mange spisesteder og barer. Her synger publikum med på "Down by the Riverside" på Market Cafe ved French Market.
- Grave på Lafayette no. 1 Cemetery.